# Her Final Reckoning
Her Final Reckoning è un film muto del 1918 diretto da Émile Chautard.
Il soggetto è tratto dal romanzo di Jules Clarétie che, nel 1927, in Francia, avrebbe conosciuto una nuova versione, Le Prince Zilah, un film sceneggiato e diretto da Gaston Roudès.

## Trama
Figlia illegittima di un principe russo e di una zingara, la bella Marsa vive con larghezza di mezzi a Parigi. Da ragazza, ha avuto una relazione con un uomo sposato, il conte Menko, ma poi ha dimenticato quell'incidente spiacevole. Ora, è innamorata di Zilah, un principe ungherese. Ma Menko ritorna sulla scena: l'uomo vuole riprendere la relazione con lei e, a un rifiuto di Marsa, la minaccia di mostrare al principe le lettere compromettenti che la donna gli aveva scritto anni prima. Marsa, furiosa, lancia addosso al ricattatore i suoi cani lupo che gettano a terra il conte, sfigurandolo in maniera permanente.
Il principe e Marsa si sposano ma, quella notte, Zilah riceve dal vendicativo Menko le famose lettere. Furibondo, il principe ungherese abbandona la sposa che reagisce rifugiandosi nella follia.
Il più caro amico di Zilah, il conte Varhely, sfida a duello Menko e lo uccide. Morto il conte, Varhely convince l'amico che ora può perdonare la sua sposa. Marsa, ritrovando il marito, ritrova anche la ragione: i due lasceranno Parigi per andare a vivere insieme in Ungheria.

## Produzione
Il film fu prodotto dalla Famous Players-Lasky Corp. su soggetto di Jules Claretie, direttore della Comédie-Française. Il testo di Claretie fu portato sulle scene da un lavoro teatrale dal titolo Prince Zilah, riscuotendo in Francia un grande successo.

## Distribuzione
Distribuito dalla Famous Players-Lasky Corporation e dalla Paramount Pictures, il film - presentato da Adolph Zukor - uscì nelle sale cinematografiche USA il 9 giugno 1918.
Attualmente, la pellicola viene considerata perduta.